# Better with You
Better with you es una serie de televisión estadounidense de comedia-romántica protagonizado por Joanna Garcia y Jennifer Finnigan. La serie se transmite los miércoles a las 8:30 p. m. por la cadena ABC y fue estrenada el 22 de septiembre de 2010. La ABC anunció oficialmente su cancelación el 13 de mayo de 2011.

## Trama
La serie gira en torno a tres relaciones diferentes que están estrechamente entrelazados en una sola familia. La primera pareja, Maddie y Ben, han estado saliendo durante nueve años y son felices sólo con vivir juntos a pesar de no dar el siguiente paso, el matrimonio. La vida de Maddie toma un gran giro cuando su hermana menor, Mia, anuncia que está embarazada y que está a punto de casarse con Casey, un hombre al cual sólo conoce hace siete semanas. Para empeorar las cosas, Maddie se sorprende de que sus padres, quienes han estado casados por 35 años y tienen sus propios problemas, aprueban la unión y el embarazo de Mia, dejando a Maddie y Ben cuestionarse su propia relación.

## Elenco
- Joanna Garcia es Mia Putney.
- Jennifer Finnigan es Maddie Putney.
- Josh Cooke es Ben Coles.
- Jake Lacy es Casey Marion Davenport.
- Kurt Fuller es Joel Putney.
- Debra Jo Rupp es Vicky Putney.

## Audiencia
| Temporada | Día de Emisión       | Estreno de temporada:    | Final de temporada | Fecha Original de Emisión | Nº de Episodios | Espectadores (en millones) | Ranking |
| --------- | -------------------- | ------------------------ | ------------------ | ------------------------- | --------------- | -------------------------- | ------- |
| 1         | Miércoles 8:30 p. m. | 22 de septiembre de 2010 |                    | 2010-2011                 | 22              | 7.10 (a la fecha)          | #TBA    |

## Producción
Better with You anteriormente llevaba el nombre de Better Together, Leapfrog, más tarde se le llamó That Couple. El 15 de enero de 2010, ABC dio luz verde al piloto, que fue escrito por la escritora y productora ejecutiva de Friends, Shana Goldberg-Meehan, y fue dirigido por James Burrows. El show es producido por Bonanza Productions, Silver and Gold Productions, y Warner Bros. Better with You se transmite los miércoles a las 8.30 después de The Middle y antes de Modern Family. El 26 de octubre, ABC anunció que Better with You tendría una temporada completa de 22 episodios.